# Tonsymbol
Ein Tonsymbol dient der Bezeichnung und Benennung einer Tonhöhe in der Musik. 
Während die Physik Tonhöhen als Frequenzen in der Einheit Hertz beschreibt, also als Anzahl von Schwingungen pro Sekunde, verwendet die Musik Buchstaben, Silben, Sonderzeichen und grafische Symbole, um eine bestimmte Auswahl an Tonhöhen aus dem Frequenzspektrum zu kennzeichnen.

## Deutsche Tonbezeichnungen

### Tonbuchstaben
Die Verwendung der ersten sieben Buchstaben des lateinischen Alphabets (A B C D E F G in Groß- oder Kleinschreibung) zur Benennung der sieben Stammtöne der diatonisch strukturierten Heptatonik, bei der die Buchstabenpaare B/C und E/F Halbtonschritte implizieren, findet sich in vielen westlichen oder westlich beeinflussten Musikkulturen und werden in dieser Funktion bis auf eine Ausnahme auch im Deutschen verwendet.

#### Die Tonsymbole B und H
Im deutschen Sprachraum hat sich seit dem 15. Jahrhundert die durch eine spätestens seit dem 11. Jahrhundert übliche Spaltung des Tons B in eine höhere und eine tiefere Intonationsvariante bedingte Besonderheit etabliert, dem einen Ganzton über dem vorangehenden A liegenden Stammton B das Tonsymbol „H“ zuzuweisen, während der Buchstabe B in der Folge nur noch für das einen Halbton über dem vorangehenden A liegende B verwendet wurde, wobei dieses nunmehr als Tiefalteration des H aufgefasst wurde. Daraus ergab sich die im deutschsprachigen Raum übliche Tonsymbolfolge A H C D E F G mit Halbtonschritten zwischen den Tönen H/C und E/F.

### Alterationen
Alterationen der Stammtöne, die man in der Notenschrift durch Versetzungszeichen kennzeichnet, werden durch Anhängen der aus dem römischen Kurzschriftsystem der tironischen Noten abgeleiteten Silben „-is“ für Hochalteration bzw. „-es“ für Tiefalteration bezeichnet. Eine Ausnahme bildet die im vorangehenden Abschnitt dargestellte Tiefalteration des Tonsymbols „h“, die nicht „hes“, sondern „b“ genannt wird. Das doppelt tiefalterierte „h“ allerdings heißt „heses“ (nicht etwa „bes“).

### Schreibweise
In der Frage, ob die einzelne Tonbezeichnung im Deutschen groß- oder kleingeschrieben werden sollte, herrscht Uneinigkeit. Der Duden und andere Wörterbücher lassen beide Schreibweisen zu. Sprachlich und orthographisch betrachtet handelt es sich um Substantive (das Fis, auch wenn der Artikel nicht dabeisteht), was für die Großschreibung sprechen würde. Auch im Englischen werden die Töne großgeschrieben (siehe unten). Jedoch trifft man in der deutschsprachigen Fachliteratur sehr häufig die Kleinschreibung an.

## Oktavräume

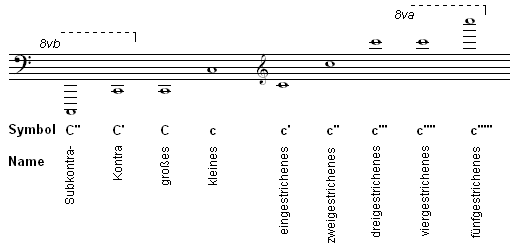
Die Oktavräume und die Notation von Oktavierung

Die Tonbezeichnung allein (z. B. c) gibt noch keine Auskunft über die absolute Tonhöhe, da diese vom Oktavraum, in der der Ton liegt, sowie von der verwendeten Stimmung abhängt. 
Zur eindeutigen Benennung hat jeder Oktavraum eine eigene Bezeichnung. Dabei definiert die moderne Einteilung des musikalisch verfügbaren Tonraumes in Oktavräume die Tonkategorie C als Anfangston jeder Oktave. Die Töne der tieferen Oktaven werden mit Großbuchstaben, die der höheren mit Kleinbuchstaben bezeichnet (siehe Abb.); für jede höhere oder tiefere Oktave wird außerdem ein Strich hinzugesetzt. Statt der Striche können die Tonbuchstaben beziffert (c′ = c1) oder, in den tiefen Oktaven, auch verdoppelt werden (‚C = C1 = CC). In der gesprochenen Form wird dem Tonnamen die Bezeichnung der Oktave vorangestellt (z. B. „großes d“ für D, „eingestrichenes g“ für g′ ).

## Notenschrift
Eine grafische Form der symbolischen Umschreibung von Tonhöhen und Tondauern sowie weiterer musikalischer Parameter ist die Notenschrift.

## Musikalische Motive aus Tonbuchstaben
Deutschsprachige Tonbezeichnungen bieten zahlreiche Möglichkeiten, Wörter, Namen und Abkürzungen zu bilden, die als musikalische Motive verwendet werden können. Das am meisten verwendete ist B-A-C-H, das von Johann Sebastian Bach selbst mehrfach eingesetzt wurde und von vielen Komponisten nach Bach als Hommage an ihn vertont wurde.
Weitere:
- A – B – E – G – G für Meta Abegg, die Inspiration für Robert Schumanns Abegg-Variationen, op. 1
- A – B – H – F für Alban Berg und Hanna Fuchs-Robettin (A – B und H – F), benutzt in Bergs Lyrischer Suite
- A – Es – C – H und As – C – H, benutzt in Schumanns Carnaval. Er war verliebt in Ernestine von Fricken aus der Stadt Asch.
- A – F – F – E und Es – C – H – A – F – E verwendete Max Reger in seiner Violinsonate in C-Dur, op. 72, gegen seine damaligen Kritiker.
- B – E – B – A oder B – A – B – E für Béla Bartók (Béla Bartók bzw. Bartók Béla entsprechend der ungarischen Praxis, den Familiennamen vor den Vornamen zu stellen)
- C – A – F – F – E – E, benutzt von Carl Gottlieb Hering in seinem „Kaffee-Kanon“ C-a-f-f-e-e.
- C – A – G – E für John Cage, benutzt von Pauline Oliveros, von Simon Jeffes vom Penguin Cafe Orchestra in CAGE DEAD, von Theo Brandmüller in 4 Carillons über C-A-G-E.
- C – H – A – A für Ch(i)a(r)a = Clara = Clara Schumann in Robert Schumanns Klavierkonzert a-Moll
- D – Es – C – H für Dmitri Schostakowitsch (D. Schostakowitsch)
- Es – C – H – B – E – G für Arnold Schönberg (Schönberg)
- Es – F – B (SFB) vom Sender Freies Berlin in der harmonischen Schlusskadenz Es-Dur – F-Dur – B-Dur als Pausenzeichen verwendet
- F – A – E für „frei, aber einsam“ verwendete Johannes Brahms
- F – Es – C – H für Franz Schubert (F. Schubert)
- G – A – D – E Für den dänischen Komponisten Niels Gade im Album für die Jugend von Robert Schumann („Nordisches Lied“, mit dem Untertitel „Gruß an G.“)
- H – E – A – E – Es, benutzt von Thomas Mann in seinem Roman Doktor Faustus für „hetaera Esmeralda“, die Prostituierte Esmeralda, mit der sich sein Protagonist Adrian Leverkühn einlässt.